# Constantine Samuel Rafinesque
Constantine Samuel Rafinesque-Schmalz, född 22 oktober 1783 i Galata, Konstantinopel, död 18 september 1840 i Philadelphia, var en amerikansk naturforskare. Han blev särskilt känd för forskningen angående mayaindianernas skrift.

## Biografi
Rafinesques far var fransman och hans mor tyska. Då franska revolutionen bröt ut lämnade han Frankrike och reste som affärsman till USA där han under en kort tid i Lexington var professor i naturhistoria och levande språk.
Rafinesque upptäckte omkring 1830 att mayaindianernas talsystem var baserad på en punkt-linje-skrift. Han antog även att de upphittade hieroglyferna motsvarade ett språk som fortfarande talas av mayafolket.
Rafinesque sysslade även med botanik och zoologi och beskrev flera arter av växter och fiskar. Växtsläktet Rafinesquia är uppkallat efter honom.

## Auktorsnamn
1. Auktorsnamnet Raf. kan användas för Constantine Samuel Rafinesque i samband med ett vetenskapligt namn inom botaniken; se Wikipediaartiklar som länkar till auktorsnamnet.
2. Auktorsnamnet Rafin. kan användas för Constantine Samuel Rafinesque i samband med ett vetenskapligt namn inom botaniken; se Wikipediaartiklar som länkar till auktorsnamnet.
Dessa två auktorsnamn är synonyma, och har använts vid olika tidpunkter.

## Skrifter (urval)
- Specchio delle scienze, Palermo 1814
- Analyse de la nature, Palermo 1815 (översikt av ett nytt klassificeringssystem)
- Florula ludoviciana, 1817
- Neogenyton, 1825
- Medical Flora, a manual of the Medical Botany of the United States of North America (1828-1830)
- Atlantic Journal and Friend of Knowledge (åtta delar) (1832-1833)
- A Life of Travels and Researches in North America and the South of Europe, From 1802 till 1835, Philadelphia, 1836.
- New flora and botany of North America (fyra delar) (1836-1838)
- Alsographia americana, 1838
- Sylva tellurana, 1838

### Webbkällor
- Rafinesque-Schmalz, Constantine Samuel i Nordisk familjebok (andra upplagan, 1915)